# 贺凯琪
贺凯琪（1989年—），女，汉族，祖籍浙江义乌，生于香港，中华人民共和国政治人物。现任澳门贺田投资发展有限公司项目总监。第十四届全国政协委员。

## 家庭
父亲贺一诚。